# Polaris (comics)
Pour les articles homonymes, voir Polaris.
Lorna Dane, alias Polaris est une super-héroïne évoluant dans l'univers Marvel de la maison d'édition Marvel Comics. Créé par le scénariste Arnold Drake et le dessinateur Jim Steranko, le personnage de fiction apparaît pour la première fois dans le comic book Uncanny X-Men #49 en octobre 1968.
Polaris est une mutante et la fille du mutant Magnéto.
Pendant la majeure partie de sa publication, elle a été membre des X-Men ou de l'un de ses groupes frères, tels que Facteur-X (X-Factor). Dans les bandes dessinées publiées de 1987 à 1989, elle était possédée par une entité télépathique appelée Malice. Dans les bandes dessinées publiées de 2000 à 2001, elle était membre des Acolytes et du cabinet de Magnéto à Génosha. Elle s'est avérée être l'une des rares survivantes du génocide sur l'île mené par Sentinelles sauvages (Wild Sentinels).
En tant que mutante, Polaris peut contrôler le magnétisme d'une manière similaire à Magnéto, qu'elle soupçonnait depuis longtemps d'être son père biologique. Cette relation a été confirmée dans Uncanny X-Men #431 (novembre 2003). Elle a également eu une relation compliquée à long terme avec Alex Summers (le X-Man Havok), avec qui elle était fiancée. Elle a aussi été caractérisée comme étant aux prises avec des problèmes de santé mentale récurrents.
Adapté à la télévision, le personnage est incarné par l'actrice Emma Dumont dans la série télévisée The Gifted (2017).

## Biographie du personnage

### Origines
Alors qu'elle n'est âgée que de quelques semaines, les parents de Lorna Dane meurent dans un accident d'avion. Elle est ensuite adoptée par un couple de danois, dont la femme prétend qu'elle est la sœur de sa défunte mère.
Ses parents adoptifs ne lui avoueront pas qu'ils ne sont pas ses vrais parents, de peur que cette vérité n'ait un effet traumatisant sur elle. Elle n'apprend d'ailleurs l'histoire de l'accident d'avion qu'à l'âge de vingt ans.
Lorna possède des pouvoirs mutants latents, mais certains des facteurs génétiques qui en auraient permis l'activation sont absents. Dans le cours normal des événements, elle n'aurait pas du être en mesure de les utiliser. Toutefois, l'intervention de Samuel « Starr » Saxon, le capitaine roboticien dont le cerveau est ensuite conservé comme modèle pour le Machinesmith (en), modifie le cours des événements. Saxon construit un androïde, double de Magnéto (un mutant avec de grands pouvoirs magnétiques) qui était alors présumé mort, ainsi qu’une petite armée d'androïdes avec d'étranges pouvoirs appelée les « Demi-Men ».
Les plans de Saxon lui apportent, grâce notamment à ses androïdes, une certaine richesse et puissance, tout en trompant le monde en montrant des exemples de mauvais mutants qui deviennent dès lors l’objet de peur. Saxon se rend compte qu'il a besoin de certains mutants vivants (non-androïdes) pour l'aider à orienter son armée d’androïdes. Il pense également qu'un mutant ayant une source naturelle de puissance magnétique serait utile dans le traitement de son armée. Le mutant le plus proche ayant des pouvoirs magnétiques, révélé par une machine réplique de Cerebro du professeur Xavier, est Lorna Dane.
La réplique androïde de Magnéto convainc alors Lorna qu'elle est sa fille et l'utilise pour assurer la suprématie des mutants sur Terre. Il la place dans une sorte de machine qui altère son potentiel génétique et provoque l'apparition de ses pouvoirs. C'est à ce moment qu'elle rencontre les X-Men pour la première fois.

### Chez les X-Men
Mais la jeune femme découvre la vérité, notamment par le biais du X-Man Iceberg qui lui révèle l'accident de ses parents (la paternité de Magnéto est à l'époque établie comme étant un mensonge) ; il lui ouvre les yeux sur la manipulation de Saxon.
Lorna finit donc par rejoindre les X-Men, pour quelque temps. Elle apprécie ses coéquipiers et Iceberg tombe sous son charme, sans que ce soit réciproque.
Lorna tombe ensuite amoureuse du mutant Alex Summers (Havok), également membre des X-Men. Ensemble, ils partent en Californie et quittent l'équipe car ils se sont découvert un intérêt commun, la géophysique, qu'ils étudient ensemble.
Ils rejoindront de temps à autre l'équipe pour des missions ponctuelles, mais jamais à temps plein. Le couple fait également partie de l'équipe Facteur-X (X-Factor), qu'ils dirigent un temps.

### Adversaire des X-Men
En 1987, le scénariste Chris Claremont de la série X-Men fait de Polaris une super-vilaine qui combat les X-Men, y compris son propre mari Havok : en réalité, l'entité Malice avait pris le contrôle de sa personnalité et l'avait fait rejoindre l’équipe des Maraudeurs de Mister Sinistre.

### Génosha
Plus tard, Lorna a l'occasion d'utiliser un échantillon de sang de Magnéto pour vérifier s'il est son véritable père. La réponse est positive. Polaris part alors pour Génosha afin d'aider Magnéto, et pour garder un œil sur lui. Lorsque les Sentinelles détruisent la ville, Lorna est l'une des rares survivants du massacre. Après avoir assisté à ces événements horribles sans pouvoir les empêcher, elle reste choquée et tétanisée, presque folle.
Quelques X-Men se rendent alors sur les lieux et la récupèrent. Elle retourne avec eux, développant une personnalité plus sombre et devient plus rude dans les combats. Elle ne parvient à s'apaiser qu'avec l'aide du professeur Xavier qui lui prodigue une thérapie. Cette aide précieuse ne l'empêche pourtant pas de craindre sans cesse de rechuter.
Elle rompt avec Havok alors qu'Iceberg se rapproche d'elle et lui avoue ses sentiments. Rien de sérieux ne débouche pourtant de cette relation.

### House of M
À la suite du M-Day, Polaris fait partie des mutants dépossédés de leurs pouvoirs, mais le cache. Après la découverte de sa supercherie, elle quitte les X-Men, accompagnée d'Havok et part à la recherche de l'entité qui l'avait contactée dans l'espace quelque temps auparavant.
L'entité ayant contactée Lorna dans l'espace se révèle être Doop (en), un ancien membre d'X-Force que l'on croyait mort. Lorna semble posséder un lien particulier avec lui et croit qu'il peut lui redonner ses pouvoirs, mais Havok perçoit un danger et attaque Doop : celui-ci disparait et entraîne Lorna avec lui.

## Famille
Source : Marvel-world.com
- Max Eisenhardt / Erik « Magnus » Lehnsherr (Magnéto, père biologique)
- Pietro Maximoff (Vif-Argent, demi-frère)
- Wanda Maximoff (la Sorcière rouge, demi-sœur)
- Anya Eisenhardt (demi-sœur, décédée)
- Zaladane (en) (sœur supposée, présumée décédée)
- Mr Dane (oncle naturel et père adoptif)
- Mme Dane (tante et mère adoptive)
- Suzanna Dane (mère, décédé)
- Arnold (père, décédé)

## Pouvoirs et capacités
Lorna Dane est une mutante qui, comme son père Magnéto, peut détecter et contrôler le magnétisme, ainsi que manipuler les métaux qui sont y sensibles. Ses pouvoirs proviennent de la technologie Céleste qui a réactivé son gène X, comme prouvé par Cerebro.
Ses cheveux verts sont la caractéristique visible de sa mutation. Au début, elle se teignait les cheveux en brun pour le cacher, mais depuis elle apparaît avec ses cheveux verts caractéristiques.
En complément de ses pouvoirs, Lorna Dane possède la force d’une femme de son âge et de sa constitution qui pratique un entraînement physique régulier. Elle a suivi des études de géophysique et a obtenu une maîtrise (Master's degree) dans ce domaine. En plus de sa langue natale anglaise, elle parle un peu la langue arabe, qu'elle a appris en Égypte. Elle possède un permis de conduire et est capable de piloter divers aéronefs et engins spatiaux.
- Polaris peut générer des impulsions électromagnétiques, créer des champs de force, manipuler le champ magnétique terrestre et utiliser son pouvoir pour voler dans les airs[5].
- Son lien avec le champ électromagnétique lui permet de manipuler d'autres énergies, telles que les rayons X, les lasers, le rayonnement gamma, le rayonnement ultraviolet, la lumière visible et probablement d’autres encore[1].
- Brièvement dans son histoire, elle a perdu son pouvoir de magnétisme, mais a acquis en contrepartie la capacité d'absorber les émotions négatives de son environnement et de les utiliser pour améliorer sa force, son endurance, gagner une invulnérabilité et la capacité à augmenter temporairement sa taille et sa masse[6],[1]. Elle a par la suite perdu ces pouvoirs supplémentaires en retrouvant ses pouvoirs magnétiques d'origine[7].
- Elle a fait partie des mutants dépossédés de leurs pouvoirs par sa demi-sœur, la Sorcière rouge, pendant l'épisode House of M. Cependant, en raison des manipulations d'Apocalypse, la technologie des Célestes restaura son gène X en lui rendant ses capacités magnétiques naturelles[4].

Depuis sa rencontre avec Magnéto, Polaris a grandement accru ses pouvoirs. A ses côtés, elle a appris à créer des champs d’énergie magnétiques qui lui permettent de faire léviter des personnes ou des objets, mais aussi de les détruire. Elle peut également contrôler les flux sanguins des autres personnes en manipulant le fer présent dans le sang des individus. En se concentrant suffisamment, elle peut percevoir le monde qui l’entoure en termes d’énergie magnétique ou électrique, et reconnaître l’aura magnétique des êtres vivants, ce qui lui permet d’identifier des personnes qu’elle ne voit pas directement.
On ne sait pas si les pouvoirs de Polaris sont de nature physique ou psionique, son potentiel n’ayant pas été entièrement mesuré. Sa polarité personnelle est à l’opposé de celle de Magnéto[Quoi ?].
Si les limites des pouvoirs magnétiques de Polaris sont inconnues, elle est cependant considérée comme l'une des plus grandes menaces par l'équipe actuelle des opposants Shi'ar, les Imperial Shockers, des gardes cybernétiques. Dans l'histoire X-Men: Emperor Vulcan, elle protège le vaisseau pirate Starjammer contre les attaques de toute une flotte de vaisseaux spatiaux et a été vue détruire directement au moins un cuirassé ennemi avec une explosion magnétique.
En tant que le Cavalier Pestilence, Lorna Dane a démontré avoir la capacité d'ingérer des maladies virulentes sans dommages, absorbant leurs caractéristiques, étant immunisée aux virus et bactéries qu'elle portait. Selon Apocalypse, elle est capable de répandre une « méta-peste » qui tuerait toute personne qui n'a pas été inoculée avec le vaccin du virus, le « Sang d'Apocalypse ». Elle a également été vue triompher de toxines et de drogues plus rapidement que la normale. Depuis cette période, elle a conservé une grande résistance aux toxines et aux sédatifs.

## Versions alternatives

### Age of Apocalypse
Lors d’Age of Apocalypse, Lorna Dane est réapparue sous l’identité du Cavalier Pestilence du mutant mégalomane Apocalypse.

## Apparitions dans d'autres médias
Sauf indication contraire, les informations mentionnées dans cette section peuvent être confirmées par la base de données cinématographiques IMDb,  présente dans la section « Liens externes ».

### Télévision
- 2009 : Wolverine et les X-Men (série d'animation)
- 2017 : The Gifted (série), interprétée par Emma Dumont.